# Pucheng (Nanping)

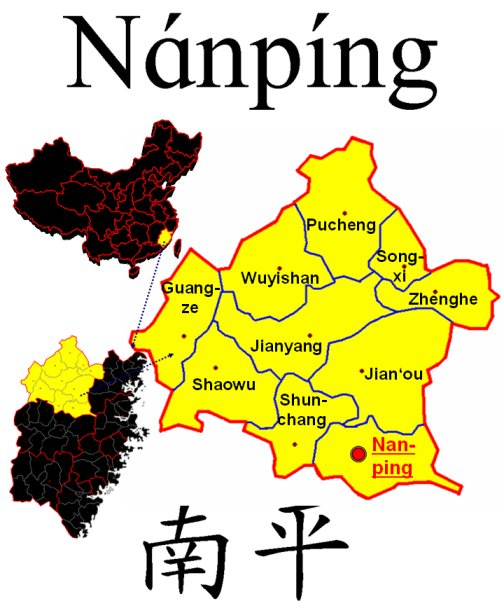
Kreisebene der bezirksfreien Stadt Nanping

Der Kreis Pucheng (chinesisch 浦城县, Pinyin Pǔchéng Xiàn) ist ein Kreis der nordwestlichsten bezirksfreien Stadt Nanping der chinesischen Provinz Fujian. Er hat eine Fläche von 3.381 km² und zählt 297.719 Einwohner (Stand: 2020). Sein Hauptort ist das Straßenviertel Nanpu (南浦街道).

## Administrative Gliederung
Auf Gemeindeebene setzt sich der Kreis aus zwei Straßenvierteln, neun Großgemeinden und acht Gemeinden zusammen. 